# フョードル・アフラプコフ
フョードル・マトヴェーイェヴィチ・アフラプコフ（ロシア語：Фёдор Матве́евич Охло́пков；英語：Fyodor Matveyevich Okhlopkov,1908年3月2日 - 1968年5月28日）はソビエト連邦の軍人、狙撃手。第二次世界大戦中の東部戦線において活躍し、確認戦果として429名の独軍兵士を射殺という赤軍屈指のスコアを残したヤクート人スナイパー。戦後はその出自から不遇を囲ったが、後に名誉を回復され1965年にソ連邦英雄を受賞した。

## 生涯
1908年、ロシア帝国のシベリアを流れる大河レナ川の支流、アルダン川沿いのクレスト・カルデハイ村（現在のサハ共和国トムポンスキー地区）で生まれる。針葉樹林帯と永久凍土に閉ざされた極寒の地で育ったアフラプコフは、トナカイの放牧と狩猟に明け暮れる日々を送りながら育った。この狩猟生活においてアフラプコフは兄から射撃技術の教えを受け、その道に長ずるようになったという。
1939年、徴兵を受けて参戦した冬戦争においてアフラプコフは狙撃手としての頭角を現した。この冬戦争において赤軍は約150万人の兵力を投入したが、フィンランド軍のモッティ戦術に代表されるゲリラ戦法（この戦法において特筆すべき活躍を見せた狙撃手達の一人がシモ・ヘイヘである）と、平均気温－40℃というフィンランドの冬の寒さによって約100万人を失ったと言われる。しかし、フィンランドの寒さを凌ぐ極寒のシベリアから参戦したアフラプコフはこれをものともせずに活躍、冬戦争において赤軍側で最も活躍した狙撃手の一人であるとされている。
冬戦争が講和条約の締結によって終結した後、故郷に戻っていたアフラプコフだったが、1941年6月のドイツによるソ連領侵攻（バルバロッサ作戦）を受けた動員令で再び徴集され、兄と共にシベリア第1243狙撃歩兵連隊に配属、シベリア鉄道によって西部戦線に送られ、ドイツ軍と最前線で戦う事となった。

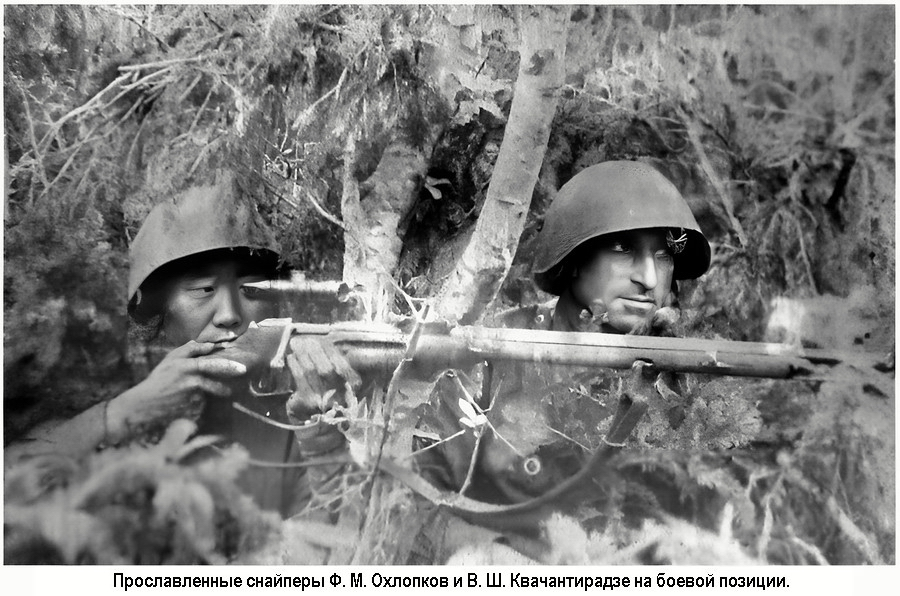
狙撃銃を構えるアフラプコフと観測手のクヴァチャンティラーゼ

再び狙撃手として戦場に立ったアフラプコフは、赤軍の苦戦が続く西部戦線でモシン・ナガンM1891/30を手に活躍したが、まもなく激戦の中で兄を失う。復讐を誓ったアフラプコフは、度重なる負傷を負いながらも次々に兄の仇の独軍兵を仕留めていった。その後、第259狙撃歩兵連隊に転属となったアフラプコフは、赤軍狙撃手中第2位のスコアを残す事となるヴァシリ・クヴァチャンティラーゼ（Vassiliy Kvachantiradze,公式戦果は534名とされる）をパートナーに狙撃を続け、自らのスコアを積み重ねていった。
再び転属となったアフラプコフは第234狙撃歩兵連隊に配属され、ミンスク市近郊において狙撃を続けたが、ここでの戦闘でついに重傷を負って赤軍病院に後送され、それまでの負傷の影響もあって戦線復帰は叶わずそのまま終戦を迎える事となった。第二次大戦における最終的なアフラプコフの公式確認戦果は独軍兵429名射殺とされている。
大戦後、故郷に戻ったアフラプコフは戦いで負った数多くの古傷に長年苦しめられ、貧しい生活を送る事となる。その戦績は赤軍兵士の中でも屈指のものと言えるが、ヤクートというアフラプコフの出自が共産党中央委員会の冷遇をもたらしたのである（ヤクート人出身のソ連邦英雄はわずか2名しかいない）。
1966年、アフラプコフは終戦から20年が経過した頃になってようやく体制の変化からその名誉を回復され、レオニード・ブレジネフ書記長からソ連邦英雄の称号を与えられた。しかしその栄誉に浴する時間はさほど残されておらず、その2年後の1968年、アフラプコフは60歳で静かにこの世を去った。

## 公式戦果について
狙撃手に関する資料の多くは505名（542名とする資料もある）を射殺したシモ・ヘイヘを狙撃手達のスコアの第1位に置く事が多い。しかしこれらの中でもアフラプコフの429名というスコアはその境遇から比較的信頼性が高いものであるとされ、むしろ実際はこれよりも多くの独軍兵士を射殺していると言われている。